# بورد ران (مریلند)
بورد ران (به انگلیسی: Broad Run) یک منطقهٔ مسکونی در ایالات متحده آمریکا است که در مریلند واقع شده‌است. بورد ران ۱۶۰٫۹۴ متر بالاتر از سطح دریا واقع شده‌است.